# 地理志 (史特拉波)

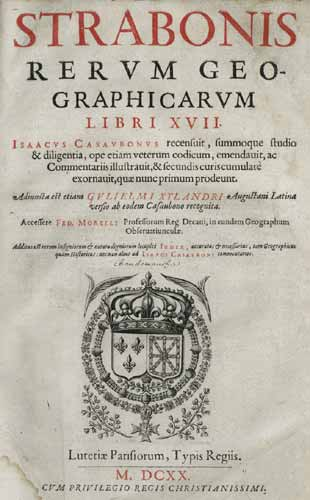
1620年版的『地理誌』

地理志（Geographica，也譯地理學）是羅馬帝國治下的古希臘學者史特拉波所著的地理百科全書。以古希臘語寫成，全書共17卷。記載歐洲、北非、西亞、印度的歷史、自然等。
成书時期不詳，但西元7年應已有第一版，最後的部分應不會晚於西元23年。

## 脚注
1. ↑  Sterrett, Loeb Edition, page xxvii.

## 關連項目
- 西西里的狄奧多羅斯

## 外部連結
- 希臘語维基文库中与本条目相关的原始文献：